# 시닥나무
시닥나무(Acer komarovii)는 한반도 각처 깊은 산의 숲 속에 나는 낙엽소교목으로 높이는 10m 정도이다. 잎은 마주나며, 손바닥 모양으로 긴 난형이고, 3-5갈래로 끝이 뾰족하다. 밑은 심장형으로 길이 5-9cm이며 뒷면 맥에 갈색 털이 밀생한다. 가장자리에 이 모양 또는 물결 모양의 톱니가 있고 잎자루에 붉은빛이 돈다. 꽃은 암수한그루로, 노란색이며 가지 끝에 총상꽃차례를 달리고, 길이는 6-8cm이다. 열매는 시과이며 정원수로도 심는다.